# René Thirifays
René Thirifays est un footballeur belge né le 8 octobre 1920 à  Ham sur Sambre  (Belgique) et mort le 17 octobre 1986.

## Biographie
Attaquant au Sporting Club de Charleroi, René Thirifays a marqué 102 buts en 173 matches de championnat de Division 1, de 1947 à 1954. Il a été le meilleur buteur du Championnat de Belgique en 1948-1949 avec 24 buts, ex aequo avec Paul Dechamps. Il compte aussi treize sélections en équipe nationale belge.
Il raccroche les crampons en 1960, alors qu'il  évolue à l'UBS Auvelais, équipe de Division 3.

## Palmarès
- International de 1946 à 1949 (13 sélections et 1 but marqué)
- Champion de Belgique D2, groupe B en 1947 avec le Sporting de Charleroi
- meilleur buteur du Championnat de Belgique en 1949 ex aequo avec Paul Dechamps (24 buts)